# Католицька церква в Бразилії
Като́лицька це́рква в Брази́лії — найбільша християнська конфесія Бразилії. Складова всесвітньої Католицької церкви, яку очолює на Землі римський папа. Керується конференцією єпископів. Станом на 2004 рік у країні нараховувалося близько 145 446 000 католиків (78,95% від усього населення). Існувало 268 діоцезій, які об'єднували 9222 церковних парафій.  Кількість  священиків — 16 853 (з них представники секулярного духовенства — 9951, члени чернечих організацій — 6902), постійних дияконів — 1456, монахів — 13 282, монахинь — 32 827.

## Статистика
Згідно з «Annuario Pontificio» і Catholic-Hierarchy.org:
| Рік | Населення | Населення | Населення | Священики | Священики | Священики | Священики           | Диякони | Ченці    | Ченці | Парафії |
| Рік | католики  | загалом   | %         | загалом   | секулярні | ченці     | вірних на священика | Диякони | чоловіки | жінки | Парафії |
| --- | --------- | --------- | --------- | --------- | --------- | --------- | ------------------- | ------- | -------- | ----- | ------- |

## Діоцезії
Шаблон:Католицька церква в Бразилії